# أجي ساكا
أجي ساكا (بالإندونيسية: Aji Saka)‏ هو لاعب كرة قدم إندونيسي في مركز حراسة المرمى، ولد في 23 فبراير 1991 في مالانغ في إندونيسيا. شارك مع منتخب إندونيسيا تحت 19 سنة لكرة القدم ومنتخب إندونيسيا تحت 21 سنة لكرة القدم. أما مع النوادي، فقد لعب مع نادي آريما كرونوس.

## وصلات خارجية
- أجي ساكا على موقع قاعدة بيانات كرة القدم.إي يو (الإنجليزية)
- أجي ساكا على موقع Soccerway.com (الإنجليزية)